# 弓ヶ浜温泉 (熊本県)
弓ヶ浜温泉（ゆみがはまおんせん）は、熊本県上天草市（旧国肥後国）にある温泉。

## 泉質
- ナトリウム塩化物 - 炭酸水素塩泉(赤湯)
- ナトリウム - 炭酸水素塩泉(白湯)

## 温泉街
弓ヶ浜温泉は、有明海を臨む温泉で旅館は一軒のみである。その旅館には、家族全員で手掘りした洞窟風呂があり、赤湯と白湯の二つの異なる泉質の温泉を楽しむことができる。また、天草のエビや魚などの海の幸を楽しむこともできる。

## 歴史
1972年にボーリングにより誕生した。